# Afrika-Rat
Der Afrika-Rat – Dachverband afrikanischer Vereine und Initiativen Berlin-Brandenburg e. V. ist ein Verein mit Sitz in Berlin, der sich für die Belange von Menschen afrikanischer Herkunft einsetzt.
Der Verein wurde am 28. Mai 2005 gegründet. Er entstand als Dachorganisation afrikanischer Vereine in Berlin und Brandenburg. Eigenen Angaben zufolge handelt es sich dabei um die erste Dachorganisation afrikanischer Vereine und Organisationen in Deutschland. Über die Landesgrenzen hinaus bekannt wurde der Afrika-Rat durch die Deklaration von so genannten „No-Go-Areas“ im Zusammenhang mit der Fußball-Weltmeisterschaft 2006 in Deutschland.

## Aufgaben und Ziele
Der Verein versteht sich als eine Interessenvertretung der afrikanischen Diaspora. Neben der Förderung des Austausches und der  Zusammenarbeit innerhalb der afrikanischen Gemeinschaft in Berlin und Brandenburg steht die „Beseitigung des spezifischen Rassismus gegenüber AfrikanerInnen und Menschen afrikanischer Herkunft auf individueller, struktureller und institutioneller Ebene“ im Mittelpunkt der Ziele und Aktivitäten des Afrikarates.

## Aktivitäten
Besondere Aufmerksamkeit gilt dem Kampf gegen Rassismus und der Aufarbeitung der kolonialen Vergangenheit Deutschlands in Afrika. So forderte der Rat zum Beispiel 2005 aus Anlass des Maji-Maji-Aufstandes von 1905 die Bundesregierung auf, „sich der Verantwortung gegenüber Deutschlands kolonialer Vergangenheit zu stellen.“ Neben der Öffentlichkeitsarbeit durch Pressemitteilungen ist der Rat aber auch durch Standaktionen und Veranstaltung von öffentlichen Festen präsent.
Zusammen mit der  Internationalen Liga für Menschenrechte machte der Verein auch während der Fußballweltmeisterschaft 2006 auf den alltäglichen Rassismus in Deutschland aufmerksam. Es existierten noch immer Gegenden in Berlin und Brandenburg, „in denen Menschen mit sichtbar afrikanischer Herkunft einem hohen Risiko rassistisch motivierter Gewalt ausgesetzt sind.“ Die Bezeichnung dieser Gegenden als „No-Go-Areas“ für Menschen afrikanischer Herkunft weckte die Aufmerksamkeit der internationalen Presse, und der Verein kam so unerwartet zu großer Medienpräsenz.
Nach eigenen Angaben befindet sich der Verein in einer Konsolidierungsphase.

## Mitglieder
Zu dem Afrika-Rat zusammengeschlossen haben sich rund 50 Vereine und Initiativen aus Berlin und Brandenburg. Darunter: Afrikanische Fraueninitiative e.V., ADEFRA – Schwarze Frauen in Deutschland e.V., der Global Afrikan Congress (Deutschland), die  Initiative schwarze Menschen Deutschland e.V. sowie das Panafrikanisches Forum e.V. und  zahlreiche Migrantenorganisationen und Community-Vereine aus den verschiedenen afrikanischen Ländern.